# Serrano (Córdoba)
Serrano es una localidad y comuna de la región central de Argentina, situada en el extremo sur del departamento Presidente Roque Sáenz Peña, al sur de la provincia de Córdoba.
Se encuentra situada sobre la Ruta Provincial 4 y la ruta provincial 27. La ruta nacional 7 la comunica con las ciudades vecinas de Laboulaye y Vicuña Mackenna, todas en la región Pampa Húmeda. Serrano está a 380 km al sur de la ciudad de Córdoba.

## Toponimia
En sus inicios, la comunidad asentada al lado de la Estación Ferroviaria ubicada entre Melo y San Joaquín, fue llamada Olmos. Luego, como la mayoría de las localidades, que deben sus nombres a grandes ilustrados de la historia; y a pedido del Superior Gobierno de la Provincia, tomó el nombre de Serrano, en homenaje a José Mariano Serrano, quien fuera un hombre de estado y jurista boliviano.
Fue diputado representando a Charcas en el Congreso de Tucumán del 9 de julio de 1816, el cual declaró la Independencia de las Provincias Unidas del Río de la Plata, y presidente de la asamblea que declaró luego la Independencia boliviana.
José Mariano Serrano nació en Chuquisaca (actual Sucre) el 8 de septiembre de 1788.
Redactó y firmó el acta del 6 de agosto que erige en nación soberana a Bolivia, teniendo así, el raro privilegio de suscribir las actas de Independencia de dos naciones sudamericanas (Argentina y Bolivia).
Fue presidente interino de Bolivia en dos ocasiones y falleció en 1851 en Sucre, a los 73 años, ejerciendo dicha presidencia.

## Reseña histórica
A la llegada de los conquistadores realistas, la zona estaba poblada por los trashumantes taluhet y didiuhet, parcialidades de los "antiguos pampas" o het.
A mediados de s XVIII los het padecieron una gran catástrofe demográfica debido -como causa inmediata- a epidemias, esto facilitó la expansión de los mapuche y la "mapuchización" cultural (aculturación) de las etnias pampeanas, surgiendo de este modo la etnia de los ranqueles la cual tenía uno de sus puntos fronterizos (de una frontera muy poco definida) con los huincas (es decir gauchos y población de origen europeo) precisamente en donde se encuentra General Levalle.
A partir de 1875 la serie de campañas contra los pueblos originarios les hizo desaparecer a estos de casi todo el territorio cordobés.
En un remate público realizado el miércoles 26 de agosto de 1878 Alberto Pedro María Oostendorp adquiere 63 000 ha en el este sur de Córdoba, que antes eran tierras fiscales y donde hoy se levanta la localidad de Serrano.
A mediados del siglo XIX surgen proyectos para establecer las primeras vías férreas, el interior era considerado apenas un desierto salpicado de pequeños núcleos de población que se comunicaban entre sí tras largas travesías en desvencijados carros y carretas. Pero el progreso iba a cambiarlo todo: el Ferrocarril. Desde el gobierno se impulsaron acciones propiciando la organización de esta empresa, pues ayudaría a poblar soledades.
En este proyecto participan los Oostendorp, ya que gestionaron ante la empresa de ferrocarriles que se instalara en sus campos una estación de la misma en el ramal Laboulaye-Villa Valeria, comprometiéndose a donar las tierras de la estación, donde irían asentadas las vías...
Indudablemente, el ferrocarril cumplió una función económica fundamental: gracias al riel se produjeron cientos de nuevas poblaciones y se generó un vigoroso desarrollo agrícola y ganadero atrayendo la inmigración y la colonización de estas tierras.
A la estación ubicada entre Melo y San Joaquín se la denominó Olmos, en recuerdo a Ambrosio Olmos que había sido gobernador de la provincia entre 1886 y 1888. Luego, por pedido del Superior Gobierno de la provincia en una larga nota, donde se adjunta copia del Juicio Político a que fue sometido el gobernador, la Compañía resuelve darle el nombre de Serrano.
El 30 de diciembre de 1902, Alberto vende 16 262 ha a su hermano Enrique Luis María Oostendorp como componente y miembro del directorio de la Sociedad Anónima “Estancias Amberenses Sud-Americanas” con sede social en Amberes (Bélgica).
Es Don Enrique Luis María Oostendorp con el apoyo de su cuñado, Don Oscar Bennert, que también pertenece al directorio de la Sociedad, quienes en sucesivas ventas, facilitan el acceso a individuos menos pudientes y por ende proliferan los colonos afincándose y estableciéndose como “pobladores de Serrano”.
Se logra del Poder Ejecutivo Provincial, el día 2 de septiembre de 1921 la aprobación del plano del pueblo, donando:
- 1) cuatro manzanas que serían destinadas para el edificio municipal, para el edificio de la Policía, para la plaza y para el cementerio
- 2) A la Orden Franciscana, una manzana (donde se construyó el templo Parroquial y el Colegio que se bendicen e inauguran en el año 1922) y además 53 ha de tierra y otras prebendas.

Enrique Oostendorp murió dos meses después de las bendiciones del colegio y de la iglesia, pero su obra no fue abandonada. Le sigue en tomar la posta su esposa, María Antonieta Bennert de Oostendorp, quien junto a su hermano Oscar continuarían con la obra.

## Actividades económicas
Desde sus inicios la actividad económica es predominantemente la derivada de la elaboración primaria de los productos del entorno agrario: acumulación de cereales como el trigo, el maíz, leguminosas como la soja, además de leche y carne vacuna. La elaboración primaria de tales materias primas incluye la producción de harinas, aceites, frigoríficos, producción de chacinados.
Actividad económica incipiente es la derivada del turismo (en especial las modalidades: miniturismo de fin de semana -principalmente camping-, "gasolero" -modo de miniturismo económico practicado con automotores-, y turismo de estancias, así como el turismo derivado de la caza y la pesca). Para ello esta población cuenta con varios atractivos: una serie de plácidas lagunas frecuentemente rodeadas de bosques caducifolios bastante densos, así como la proximidad de la antigua línea de fortines y, por ende, la posibilidad de visitar algunos de los fortines construidos entre los siglos XVIII y XIX.

### Exposición ganadera, industrial y comercial
- Expo Serrano, anualmente en noviembre.
- Lugar: polivalente del Instituto San Alberto y San Enrique

## Parroquias de la Iglesia católica en Serrano
| Diócesis  | Villa de la Concepción del Río Cuarto |
| --------- | ------------------------------------- |
| Parroquia | Asunción de la Santísima Virgen       |

## Templos
La iglesia parroquial es obra del reconocido arquitecto de origen noruego Alejandro Christophersen autor, entre otras obras, del Hospital de Niños Dr. Ricardo Gutiérrez, del Palacio San Martín y del afamado Café Tortoni.